# 1701 Okavango
1701 Okavango eller 1953 NJ är en asteroid i huvudbältet, som upptäcktes 6 juli 1953 av den sydafrikanske astronomen Joseph Churms i Johannesburg. Asteroiden har fått sitt namn efter floden Okavango i sydvästra Afrika.
Asteroiden har en diameter på ungefär 19 kilometer.